# Positivteil und Negativteil einer reellwertigen Funktion
Als Positivteil und Negativteil einer reellwertigen Funktion bezeichnet man in der Mathematik zwei dieser Funktion zugeordnete spezielle Funktionen. Anschaulich stimmt der Positivteil mit der eigentlichen Funktion überein, wenn diese positive Werte annimmt und ist ansonsten null. Analog wird der Negativteil einer Funktion definiert.

## Definition

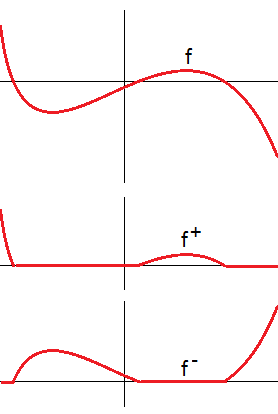
Positivteil und Negativteil der oben skizzierten Funktion

Gegeben sei eine reellwertige Funktion
{\displaystyle f\colon X\to \mathbb {R} }.
Dann heißt die Funktion {\displaystyle f^{+}\colon X\to \mathbb {R} } mit
{\displaystyle f^{+}(x):=\max\{f(x),0\}={\begin{cases}f(x)&{\text{ falls }}f(x)\geq 0\\0&{\text{ sonst}}\end{cases}}}
der Positivteil von {\displaystyle f} und die Funktion {\displaystyle f^{-}\colon X\to \mathbb {R} } mit
{\displaystyle f^{-}(x):=-\min\{f(x),0\}={\begin{cases}-f(x)&{\text{ falls }}f(x)\leq 0\\0&{\text{ sonst}}\end{cases}}}
der Negativteil von {\displaystyle f}. Zu beachten ist, dass auch {\displaystyle f^{-}} eine nichtnegative Funktion ist, also immer {\displaystyle f^{-}(x)\geq 0} für  alle {\displaystyle x} gilt.

## Eigenschaften
Es ist
{\displaystyle f=f^{+}-f^{-}} sowie {\displaystyle |f|=f^{+}+f^{-}}.
Des Weiteren ist eine reellwertige Funktion genau dann messbar, wenn ihr Positivteil und ihr Negativteil messbar sind.
Alle obigen Definitionen oder Aussagen gelten unverändert für numerische Funktionen.

## Verwendung
Der Positivteil und der Negativteil einer Funktion finden häufig Verwendung bei mathematischen Konstruktionen. Diese werden zuerst für positive Funktionen definiert und dann über die Zerlegung von beliebigen Funktionen in Positivteil und Negativteil (die beide selbst positive Funktionen sind) auf beliebige Funktionen verallgemeinert.
Typisches Beispiel hierfür ist das Lebesgue-Integral: Ist aufbauend auf den einfachen Funktionen das Integral für positive messbare Funktionen definiert worden, so wird das Integral über eine messbare Funktion (von beliebigem Vorzeichen) definiert als das Integral über den Positivteil minus das Integral über den Negativteil.